# GR 654
Der GR 654 (französisch Grande Randonnée 654) ist ein GR-Fernwanderweg, der Namur in Belgien mit Montréal-du-Gers im Département Gers in Frankreich verbindet. Die Wegstrecke zwischen der Provinz Namur und Südwestfrankreich beträgt 1750 Kilometer. Der Streckenverlauf ermöglicht es, von Belgien aus an die Jakobswege nach Santiago de Compostela anzuschließen. Er selbst folgt teilweise der Via Lemovicensis.

## Streckenverlauf
Der Fernwanderweg GR 654 berührt in seinem Verlauf folgende Städte:
- Namur
- Dinant
- Rocroi
- Reims
- Châlons-en-Champagne
- Vitry-le-François
- Auxerre
- Vézelay

Ab Vézelay bis Périgueux folgt der Streckenverlauf teilweise der Via Lemovicensis.
- Nevers
- Saint-Amand-Montrond
- Limoges
- Châlus
- Périgueux
- Bergerac

Am Endpunkt in Montréal-du-Gers wird an die Via Podiensis und den GR 65 angeknüpft.

## Sehenswürdigkeiten entlang des Fernwanderwegs

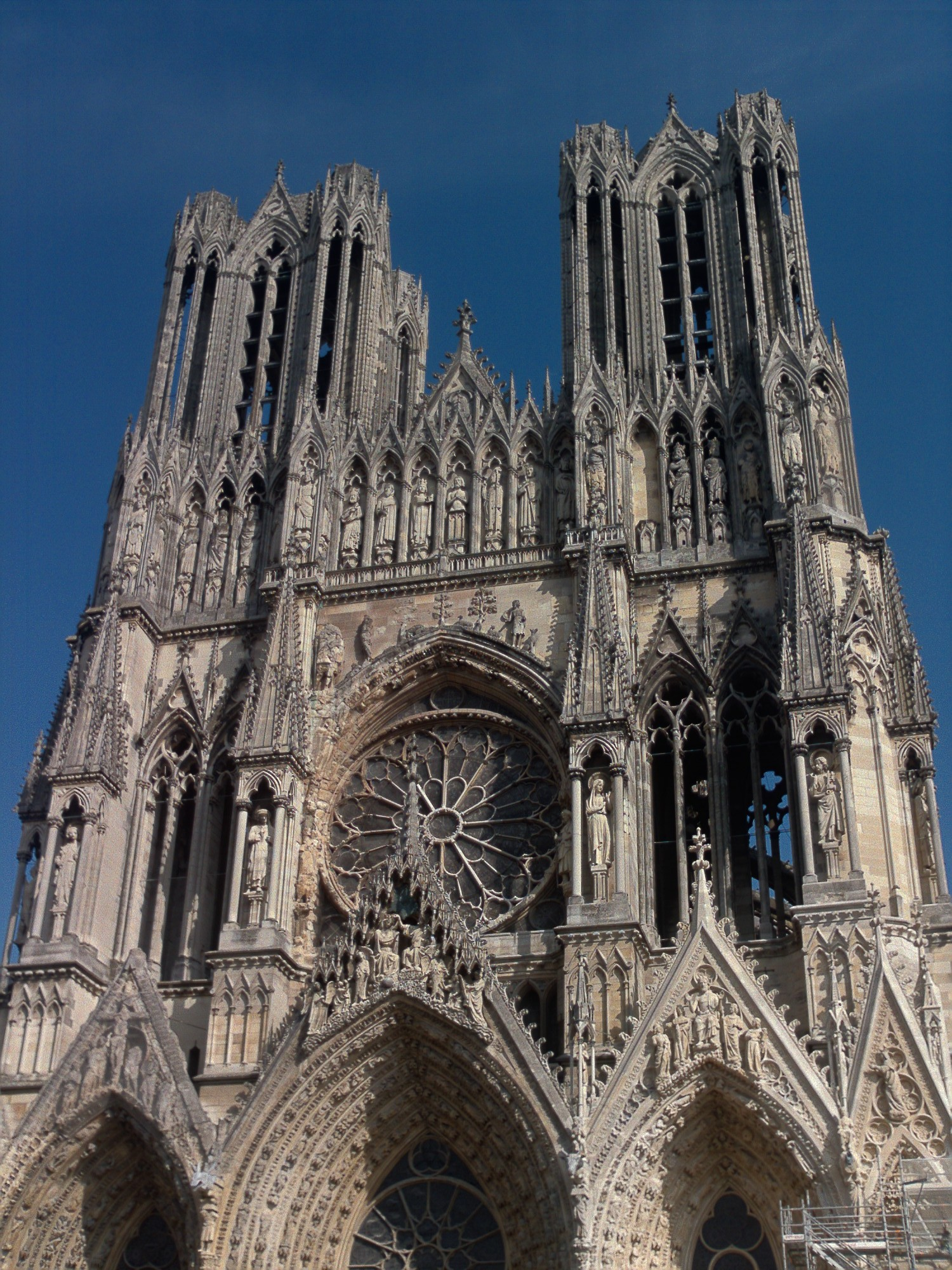
Die Kathedrale von Reims

Am GR 654 befinden sich folgende, zum UNESCO-Welterbe zählende Sehenswürdigkeiten:
- der Belfried von Namur
- die Kathedrale Notre-Dame, die Abtei Saint-Remi und das Palais du Tau in Reims
- die Stiftskirche Notre-Dame-en-Vaux in Châlons-en-Champagne
- die Kirche Saint-Jacques-le-Majeur in Asquins
- die Basilika Sainte-Marie-Madeleine in Vézelay
- die Prioratskirche Sainte-Croix-Notre-Dame in La Charité-sur-Loire
- die Stiftskirche Saint-Étienne (ehemals Saint-Jacques) in Neuvy-Saint-Sépulchre
- die Stiftskirche Saint-Léonard in Saint-Léonard-de-Noblat
- die Kathedrale Saint-Front in Périgueux.

## Bildergalerie

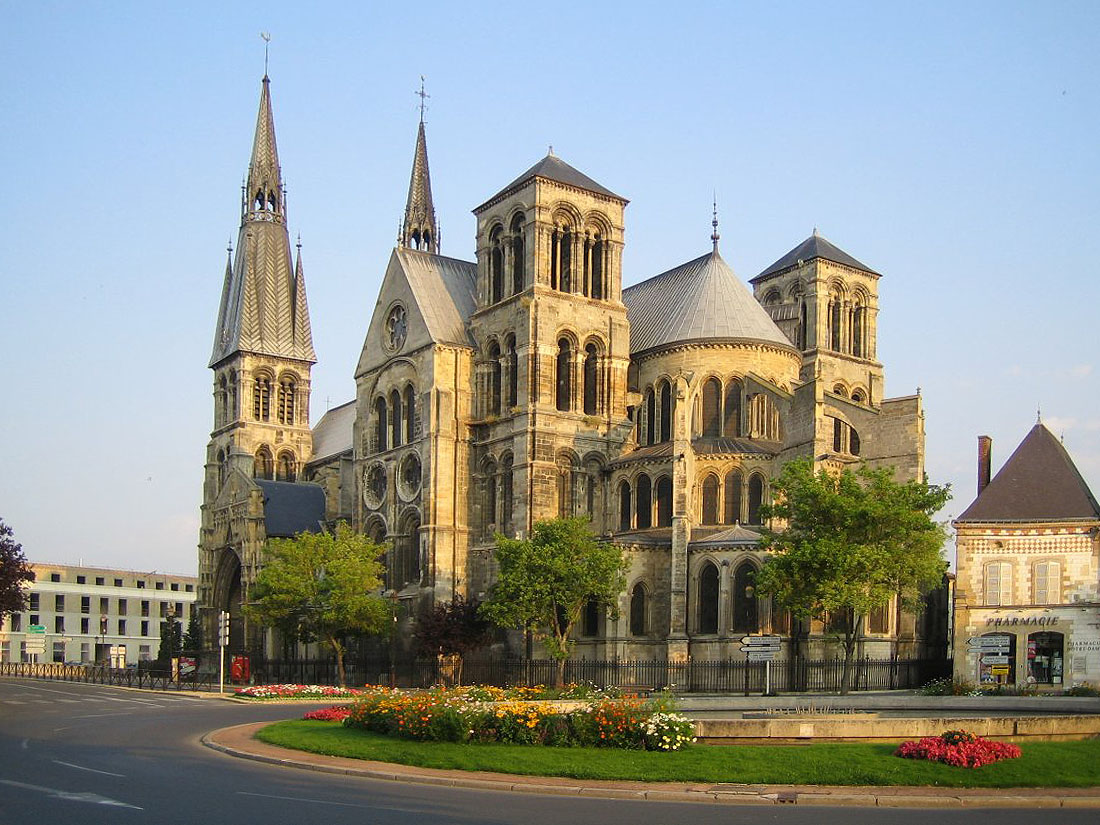
Notre-Dame-en-Vaux in Châlons-en-Champagne
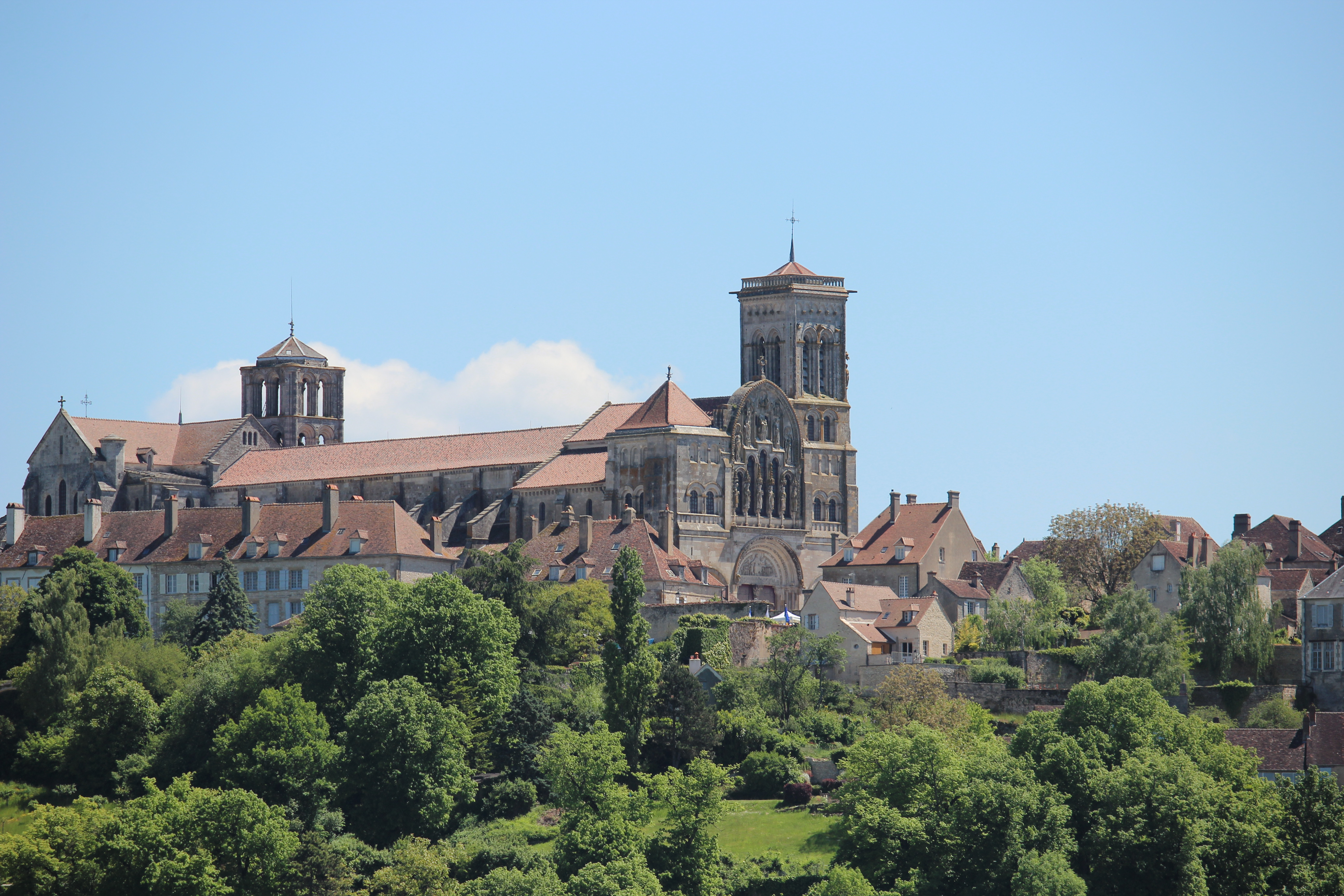
Basilika Sainte-Marie-Madeleine in Vézelay
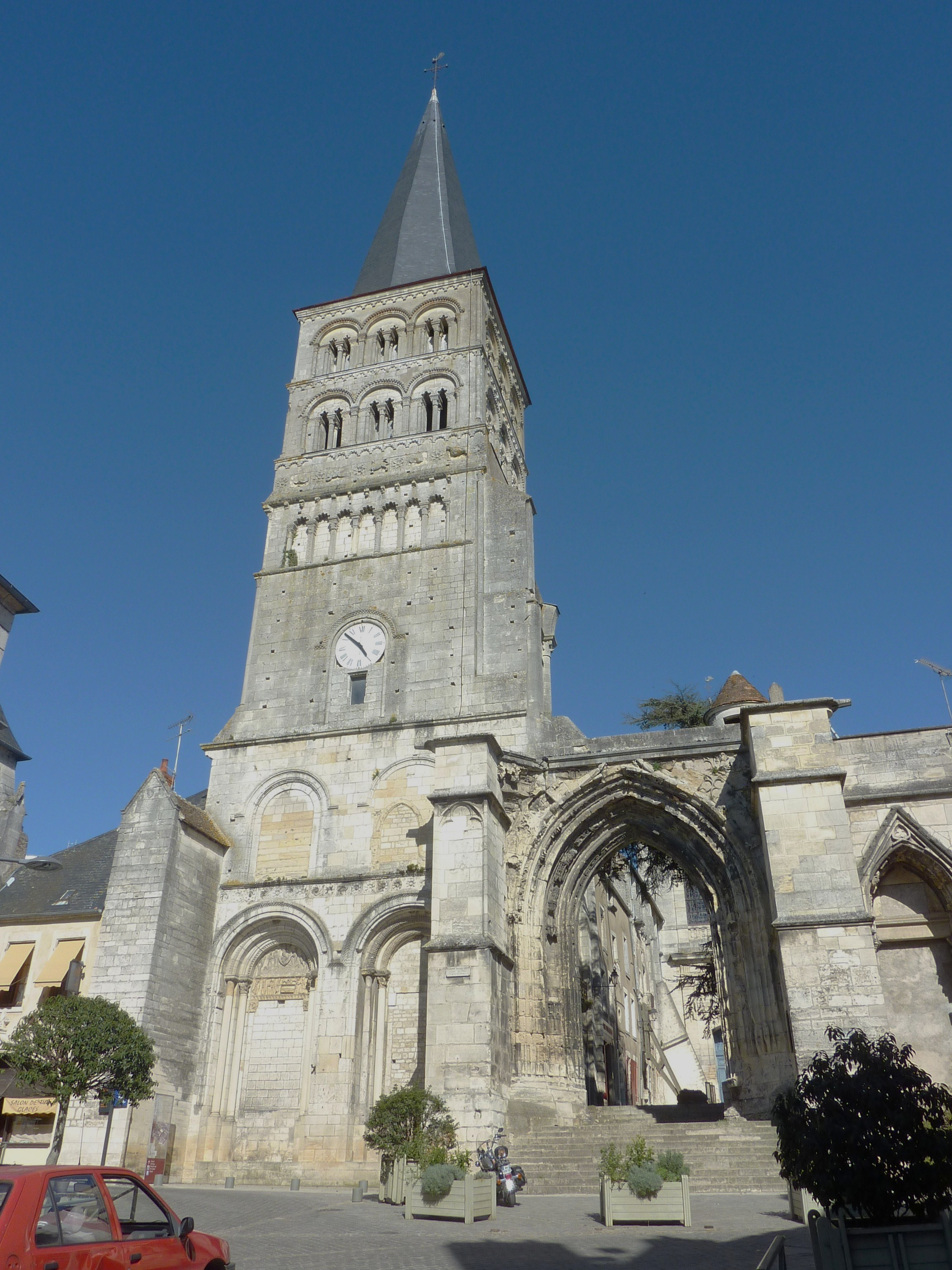
Sainte-Croix-Notre-Dame in La Charité-sur-Loire
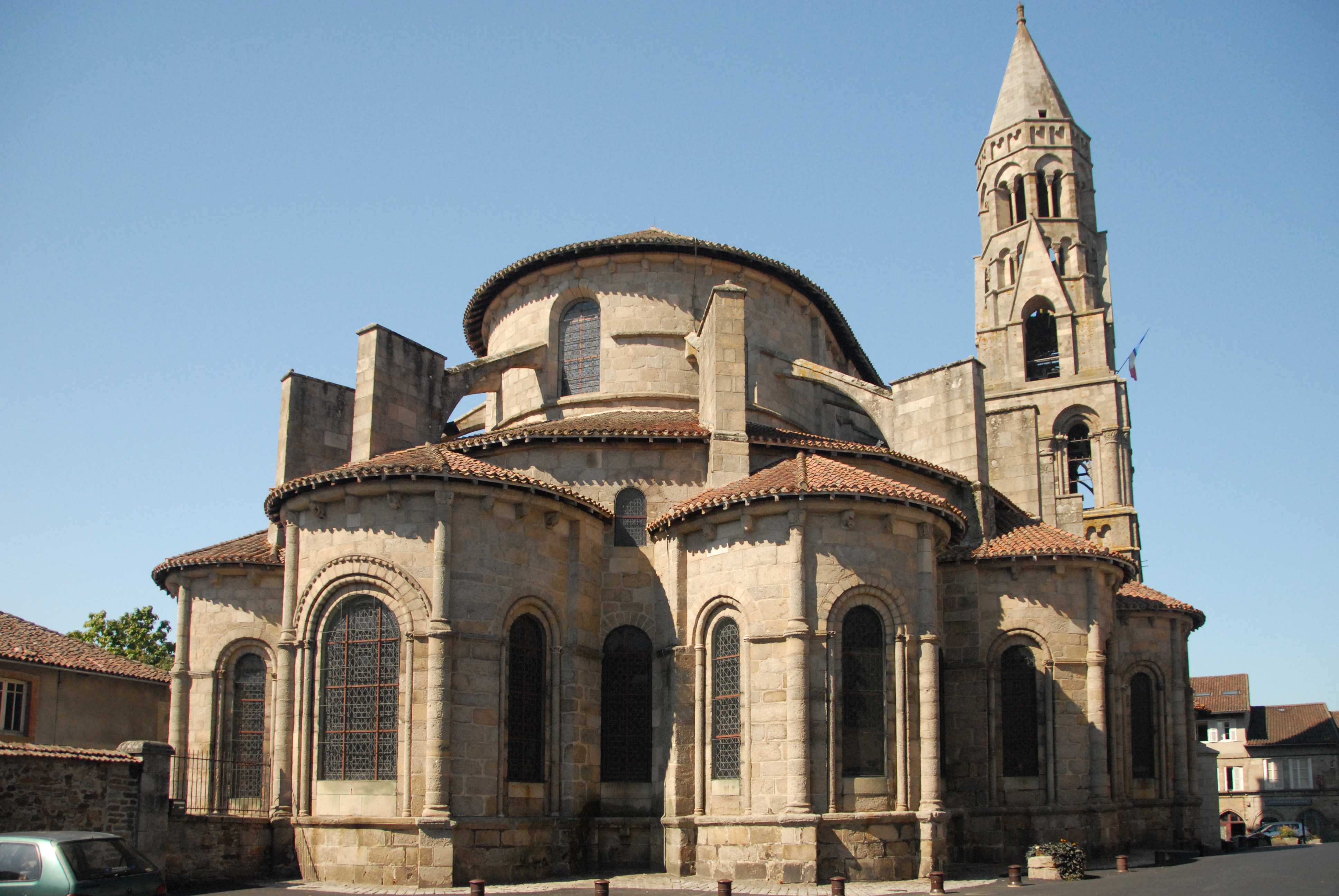
Saint-Léonard in Saint-Léonard-de-Noblat
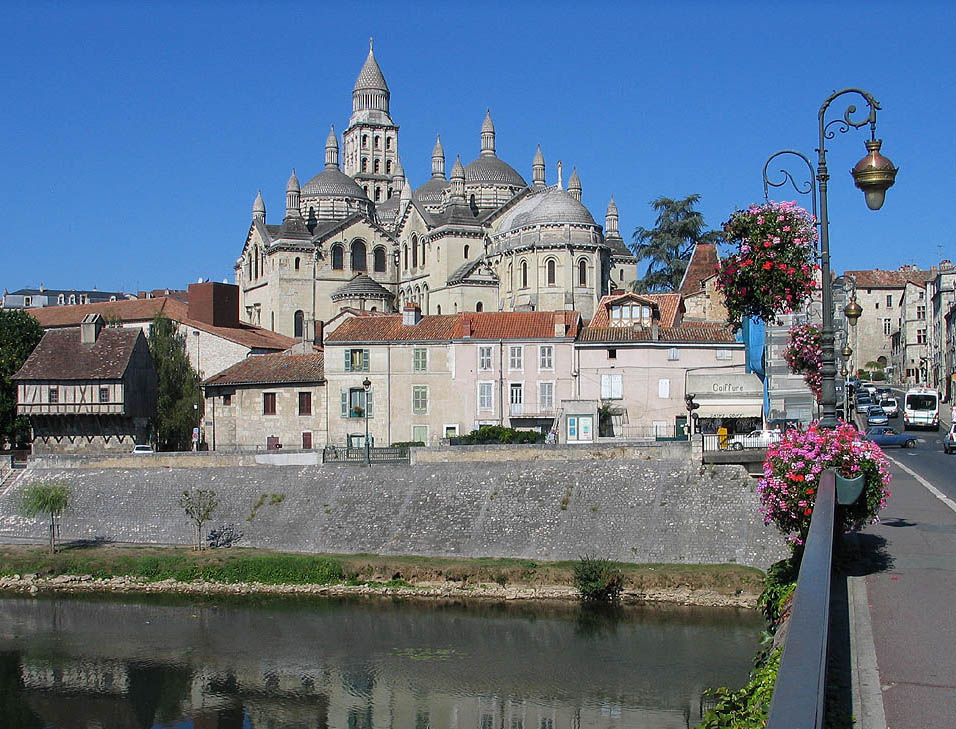
Kathedrale Saint-Front in Périgueux